# Obština Gurkovo
Obština Gurkovo (bulharsky Община Гурково) je bulharská jednotka územní samosprávy ve Starozagorské oblasti. Leží ve středním Bulharsku v pohoří Stara planina a v Tvărdické kotlině, jedné ze Zabalkánských kotlin. Sídlem obštiny je město Gurkovo, kromě něj zahrnuje obština 10 vesnic. Žije zde zhruba 5 tisíc stálých obyvatel.

## Sídla
| - Brestova - Dimovci - Dvorište - Gurkovo (sídlo správy) | - Konare - Ljava Reka - Paničerevo - Pčelinovo | - Zlatirăt - Žăltopop |

## Sousední obštiny
| Růžice kompasu | Trjavna   | Veliko Tărnovo  | Elena       | Růžice kompasu |
| Růžice kompasu | Măgliž    | Sever           | Tvărdica    | Růžice kompasu |
| Růžice kompasu | Măgliž    | Obština Gurkovo | Tvărdica    | Růžice kompasu |
| Růžice kompasu | Măgliž    | Jih             | Tvărdica    | Růžice kompasu |
| Růžice kompasu | Nikolaevo | Stara Zagora    | Nova Zagora | Růžice kompasu |

## Obyvatelstvo
V obštině žije 5 031 stálých obyvatel a včetně přechodně hlášených obyvatel 5 565. Podle sčítáni 1. února 2011 bylo národnostní složení následující:
- Bulhaři: 3 596 (74.0 %)
- Romové: 1 034 (21.3 %)
- Turci: 196 (4.0 %)
- ostatní: 34 (0.7 %)